# شهرستان پرستون (ویرجینیای غربی)
شهرستان پرستون، ویرجینیای غربی (به انگلیسی: Preston County, West Virginia) یک سکونتگاه مسکونی در ایالات متحده آمریکا است که در ویرجینیای غربی واقع شده‌است.

## خصوصیات
شهرستان پرستون ۱٬۶۸۶٫۰۹ کیلومترمربع مساحت دارد.